# Katarzyna Krzyżewska
Katarzyna Krzyżewska (ur. 28 kwietnia 1962 w Krakowie) – tłumaczka z języka rosyjskiego, głównie poezji Josifa Brodskiego, absolwentka rusycystyki Uniwersytetu Jagiellońskiego. 

## Życiorys
Dyplom magisterski uzyskała na podstawie pracy Josif Brodski – poeta biografii. Publikowała na łamach m.in. "Kultury Niezależnej", "Brulionu", "Świata", "Odry", "Znaku", "Tygodnika Powszechnego", "Więzi", "Arki", "Arcanów", "Didaskaliów", "Zeszytów Literackich", "Kresów", "Dekady Literackiej", "Przekroju". Przez wiele lat współpracowała z "NaGłosem".
Przekładała Josifa Brodskiego dla telewizji (TVP, "n"), radia (współpraca z Romaną Bobrowską) i teatru (Groteska - spektakl pt. "Jałta"). 
Za przekład poematu Josifa Brodskiego "Izaak i Abraham" otrzymała w 1988 roku Nagrodę im. Wandy Kragen. W opinii Czesława Miłosza jej tłumaczenia są „znakomite”. 

## Tłumaczenia
- Josif Brodski Wiersze i poematy Kraków: Oficyna Literacka, 1991
- Josif Brodski Lustro weneckie Kraków: M, 1993
- Josif Brodski Zamieć w Massachusetts Kraków: Oficyna Literacka, 1994
- Josif Brodski Fin de siecle Kraków: Oficyna Literacka, 1996
- Josif Brodski Poezje wybrane Kraków: Znak, 1996 (tłumaczenie wraz z Stanisławem Barańczakiem)
- Josif Brodski Wiersze ostatnie Kraków: Znak, 1998 (tłumaczenie wraz ze Stanisławem Barańczakiem)
- Josif Brodski Tym tylko byłem... Kraków: Znak, 2006 (tłumaczenie wraz m.in. ze Stanisławem Barańczakiem)
- Josif Brodski Wiersze bożonarodzeniowe Kraków: Znak, 2006 (tłumaczenie wraz ze Stanisławem Barańczakiem)
- Josif Brodski Znak wodny Kraków: Znak, 2010 (tłumaczenie poezji wraz ze Stanisławem Barańczakiem - eseje)